# Ohaba Lungă
Ohaba Lungă (en hongrois : Hosszúszabadi) est une commune du județ de Timiș en Roumanie.